# Amsterdam (Van Halen)
Amsterdam è un singolo del gruppo musicale statunitense Van Halen, pubblicato nel 1995 ed estratto dall'album Balance.

## Il brano
La canzone è basata sull'impressione turistica del cantante Sammy Hagar riguardo Amsterdam, la capitale dei Paesi Bassi, la terra natia dei fratelli Eddie e Alex van Halen. I due tuttavia non hanno mai gradito il testo del brano, in quanto secondo loro metteva in cattiva luce il loro paese d'origine. In particolare, Eddie ha spiegato di odiare le parole del ritornello e gli espliciti riferimenti al fumo.

## Video musicale
Il videoclip del brano venne girato ad Amsterdam, dove i Van Halen si trovavano per promuove Balance nel gennaio 1995, e distribuito nell'aprile 1995. MTV si rifiutò di trasmettere il video a causa dei riferimenti espliciti alla marijuana.

## Tracce
1. Amsterdam (Edit)
2. Runaround (Live)
3. Finish What Ya Started (Live)
4. Love Walks In (Live)

## Formazione
- Sammy Hagar – voce
- Eddie van Halen – chitarra, cori
- Michael Anthony – basso, cori
- Alex van Halen – batteria

## Classifiche
| Classifica (1995)             | Posizione massima |
| ----------------------------- | ----------------- |
| Canada                        | 46                |
| Regno Unito                   | 76                |
| Stati Uniti (mainstream rock) | 9                 |